# Самчук Микола Данилович
Самчук Микола Данилович (нар. 16 грудня 1934, с. Гориця — 29 квітня 2022, Луганськ) — український зоолог, орнітолог, почесний професор Луганського національного університету.

## Біографічна довідка
Микола Самчук народився 16 грудня 1934 року в селі Гориця Славутського району Хмельницької області.
З 1953 по 1957 рік проходив строкову службу в армії. Після звільнення з армії працював на шахті імені Артема (м. Артемівськ, Перевальський район, Луганська область). Після року роботи на шахті, усвідомлюючи безперспективність цієї роботи, вирішив піти вчитися до інституту і обрав найближчий і найпотужніший на той час навчальний заклад Донбасу — Луганський педінститут імені Т. Г. Шевченка. Шахтарський стаж дозволив йому отримати скерування на навчання.

### Навчання в інституті та аспірантурі
Восени 1958 року Микола Самчук став студентом природничо-географічного факультету ЛДПІ. Тут він навчався на потоці «хімія та біологія» (тоді на факультеті було два потоки — «хімія-біологія» та «біологія-географія», без спеціалізацій по кафедрах).
Микола Самчук закінчив педінститут навесні 1963 року, отримавши фах «учитель хімії, біології та основ сільського господарства». Хоча в той час спеціалізації за кафедрами не було, і кафедри були лише колективами педагогів за певними циклами дисциплін, студенти пробували свої сили в науковій роботі, прикріплюючись до кафедр. Микола Самчук відвідував зоологічний гурток, що діяв при кафедрі і базувався в Зоологічному музеї (керував гуртком відомий таксидерміст Микола Симонов), і був вихованцем кафедри, зокрема і Івана Сахна.

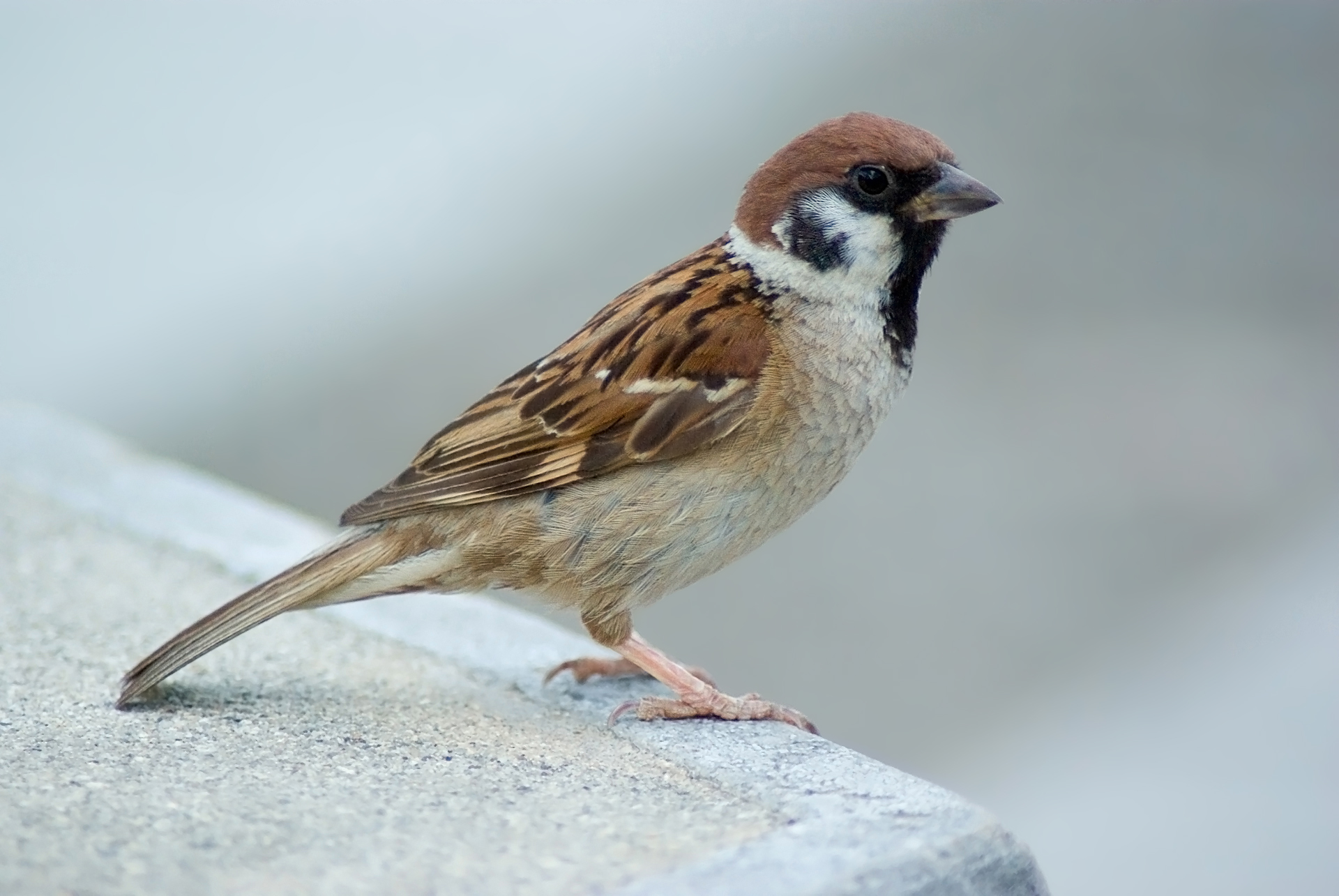
Горобець польовий (Passer montanus) — один з об'єктів дослідження Миколи Самчука

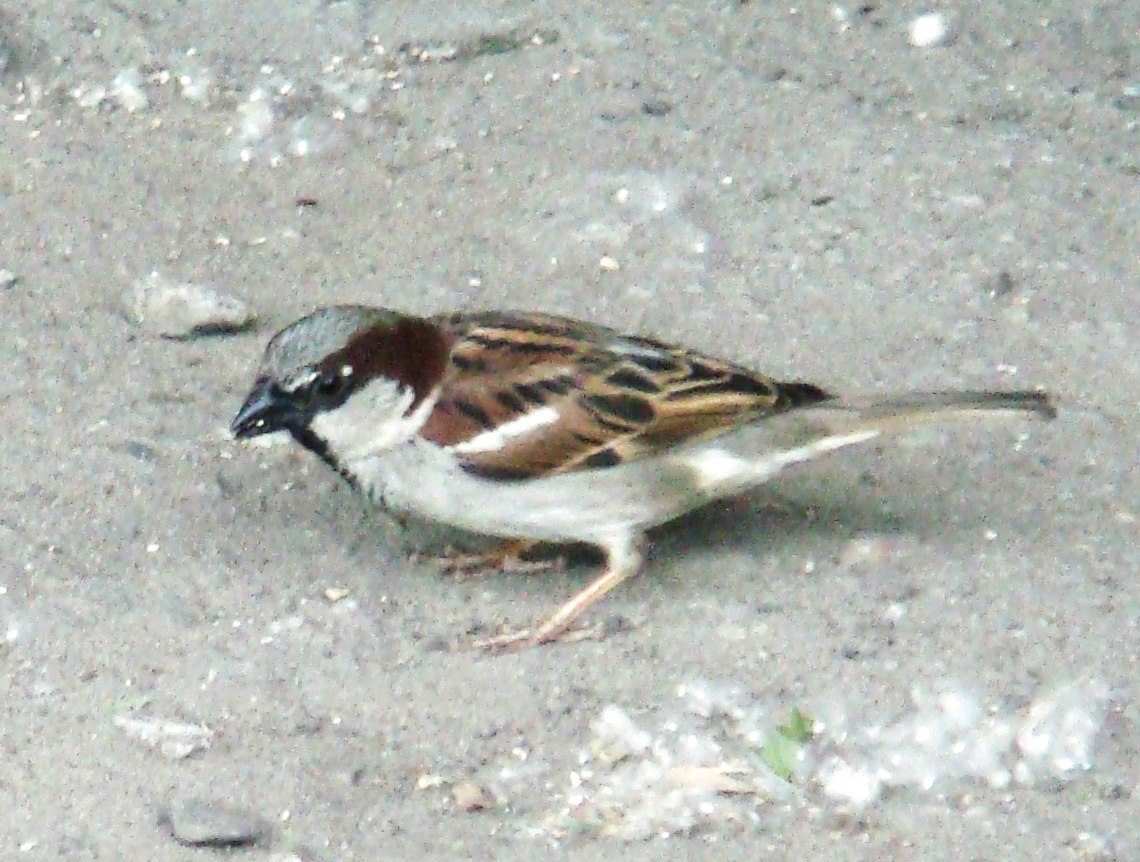
Горобець хатній (Passer domesticus) — один з об'єктів дослідження Миколи Самчука

Після закінчення навчання залишився працювати в рідному інституті на посаді асистента, а згодом викладача кафедри зоології. Протягом 1967—1970 років — аспірант Інституту зоології імені І. І. Шмальгаузена АН УРСР, дисертацію готував під керівництвом професора Михайла Воїнственського.
Дисертаційне дослідження було присвячене мінливості двох близьких видів птахів — польового (Passer montanus) та хатнього (Passer domesticus) горобців. Дисертація мала назву «Морфо-екологічні особливості і деякі питання практичного значення представників родини ткачикових фауни України».
За час аспірантури ним зібрано колекцію з близько 300—400 птахів, передану до фондів Національного науково-природничого музею.
У подальшому Микола Данилович не раз повертався до теми дослідження біології та динаміки популяцій цих двох модельних видів птахів.

### Робота в педінституті
Після аспірантури повернувся до рідного Луганського педінституту на кафедру зоології, де почав викладання профільних дисциплін (дисциплін власне зоологічного профілю) і ведення польових практик. Кандидатську дисертацію захистив через два роки, у 1972 році (у віці 38 років). Лише через 7 років після захисту дисертації, а саме 1979 року, отримав звання доцента. На цій посаді він працював ще 7 років, до «чорнобильського» 1986 року, коли його обрали завідувачем кафедри зоології. Це обрання сталося після виходу на пенсію попередника — Сергія Панченка (завідував кафедрою з 1969 до 1986 роки).
На посаді завідувача Микола Данилович продовжив і розвинув традиції кафедри. Зокрема, за час його керівництва кафедрою почали розвиватися нові й занедбані до того напрямки зоології, у тому числі батрахологія (розпочав дисертаційні дослідження асистент Станіслав Щербак), орнітологія у частині вивчення хижих птахів (вчився у цільовій аспірантурі і згодом повернувся на кафедру Віталій Вєтров), методика біології (1989 року захистила дисертацію Ольга Дубовик), ентомологія (1989 року стала доцентом Ніна Шевцова), фізіологія тварин (1993 року захистив дисертацію Сергій Вовк), іхтіологія (1994 року захистився і прийшов працювати на кафедру Валерій Денщик) та інші. У цей же час на кафедрі спеціалізувався майбутній відомий теріолог Олександр Кондратенко.
Микола Данилович завідував кафедрою зоології протягом 10 років (1986–1996), а після об'єднання цієї кафедри з кафедрою ботаніки в єдину кафедру зоології залишився на посаді доцента кафедри біології (завідування об'єднаною кафедрою тоді перейшло до ботаніків, а саме до доцента Раїси Яківни Ісаєвої).

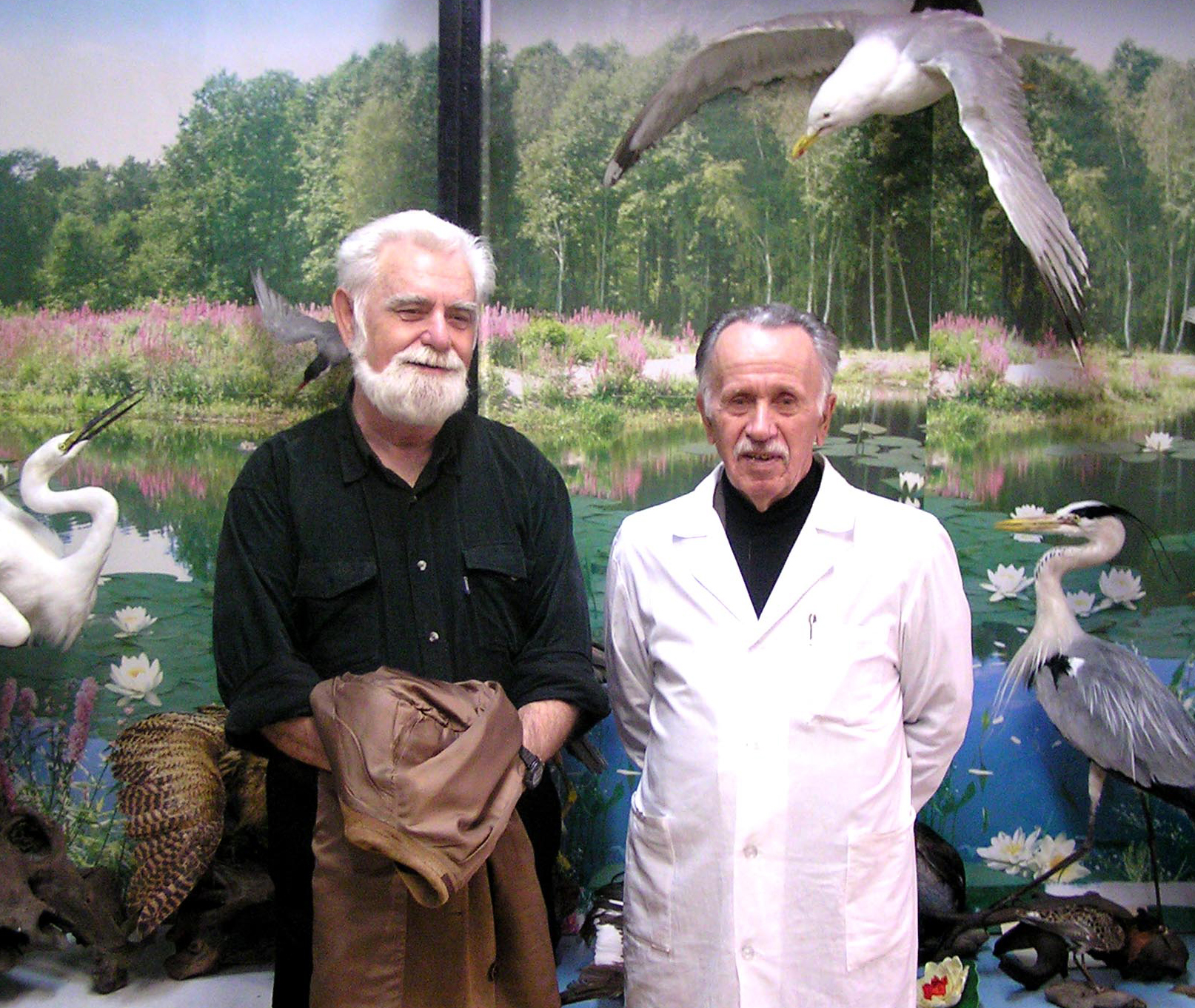
Альфред Дулицький та Микола Самчук: зустріч двох колишніх аспірантів Михайла Воїнственського під час 12 Теріошколи (Луганськ, 29.11.2005, Зоологічний музей ЛНУ)

На цій новоствореній кафедрі Микола Данилович працював все своє подальше життя, аж до виходу на пенсію восени 2013 року. Загалом його стаж роботи на кафедрі (вкл. три роки аспірантури за скеруванням кафедри) склав 50 років (1963—2013).
«Його» постійними головними дисциплінами для викладання були «Зоологія хребетних» та «Польова практика з зоології хребетних», яку він проводив щороку на біостанції «Ново-Ільєнко». Викладав дисципліни завжди тільки українською мовою, попри різні періоди то русифікації, то українізації. Лекції його завжди супроводжувалися гарним і добірним ілюстративним матеріалом. Практики відзначалися постійними екскурсіями та іншими тереновими заняттями.
У вільний час завжди займався і займається рибалкою, при тому не лише як власне рибак, а як дослідник, часто збираючи цікаві зразки для колекції Зоологічного музею та «мокрих фондів» кафедри.
Іхтіофауні області присвячено декілька наукових праць Миколи Даниловича, у тому числі 2010—2013 років.

### Участь у наукових конференціях
Микола Данилович — постійний учасник різноманітних наукових заходів.
Щороку він бере участь у Днях науки на факультеті природничих наук рідного університету. Він був також учасником всього циклу зоологічних конференцій, що проходили в університеті від часу створення Лабораторії екології тварин (Лабораторія «Корсак»), у тому числі — 12-й теріологічній школі (2005), XIII та XVII конференціях циклу «Вивчення птахів басейну Сіверського Дінця» (2005, 2010), I та II конференціях циклу «Динаміка біорізноманіття» (2012 та 2013), I та II конференціях циклу «День Зоологічного музею» (2012, 2013).

## Відзнаки
Микола Данилович має низку відзнак:
- Почесна грамота Міністерства освіти УРСР (1987),
- Відмінник освіти України (1998),
- Почесна грамота Міністерства освіти і науки України (1999),
- Почесний професор Луганського національного університету (2005),
- Нагрудний знак «Василь Сухомлинський» (2007).

Микола Самчук — почесний професор Луганського національного університету.
У вересні 2013 року вийшов на пенсію.
2014 року в Луганському національному університеті відзначатимуть 80-річчя від дня народження проф. Миколи Самчука.

## Наукові та дидактичні праці
Микола Данилович — автор понад 100 наукових праць. Серед них:

### Наукові публікації
- Федоренко И. А., Самчук Н. Д. Материалы по экологии пухоедов птиц рода Passer // Паразиты, паразитозы и пути их ликвидации. — Киев: Наукова думка, 1973. — Вып. 2. — С. 95—98.
- Самчук Н. Д. Материалы по питанию воробья домового (Passer domesticus L.) в УССР // Вестн. зоологии. — 1976. — № 5. — С. 25-30.
- Полевой воробей — Passer domesticus L. (характеристика вида на пространстве ареала) / под ред. Г. А. Носкова. — Л. : Изд-во Ленингр. ун-та, 1981. — 304 с. (М. Д. Самчук — автор та співавтор кількох розділів).
- Ветров В. В., Самчук Н. Д., Литвиненко С. П. О находках редких птиц на территории Луганской области // Матер. 10 Всесоюз. орнитол. конф.: в 2 ч. — Минск: Навука и тэхніка, 1991. — Ч. 2, кн. 1. — С. 107—109.
- Самчук Н. Д. К вопросу о привлечении птиц-дуплогнездников в лесные биоценозы // Птицы бассейна Северного Донца: Мат-лы 4 и 5 конф. «Изучение и охрана птиц бассеина Северного Донца». — Харьков, 1998. — Вып. 4-5. — С. 69—70.
- Панченко С. Г., Самчук Н. Д., Денщик В. А. Современное состояние фауны позвоночных Луганской области // Вісн. Луган. держ. пед. ун-ту імені Тараса Шевченка. — 2000. — № 3. — С. 161—179.
- Самчук М. Д., Гаврисюк Н. В. До біології білого лелеки (Ciconia ciconia) на Хмельниччині // Вісн. Луган. держ. пед. ун-ту імені Тараса Шевченка. — 2007. — № 16. — С. 64—68.
- Самчук Н. Д. Позвоночные животные Луганского водохранилища и его окрестностей // Актуальні питання біології та медицини: зб. наук. праць за матеріалами VIII Міжрегіональної наук. конф. (28 травня 2010 р., Луганськ). — Луганськ: Вид-во ДЗ «ЛНУ імені Тараса Шевченка», 2010. — С. 64—65.
- Самчук М. Д. Заселення деревними тваринами штучних гніздівель на території Піщаного лісництва Луганської області // Вісник ЛНУ імені Тараса Шевченка: Медико-біологічні науки. — 2011. — № 18 (229). — С. 168—172.
- Самчук Н. Д. Ихтиофауна Лутугинского и Успенского водохранилищ Луганской области //  Актуальні питання біології та медицини: зб. наук. пр. за матеріалами XI Міжрегіональної наук. конф., 24 травня 2013 р., м. Луганськ. — Луганськ: Вид-во ДЗ «ЛНУ імені Тараса Шевченка», 2013. — С. 81—83.

### Навчальні посібники
- Самчук М. Д. Зоологія хребетних: метод. вказівки до виконання аудиторної та самост. роботи для студ. 2 курсу спец. 7.070402 «Біологія» природничо-геогр. ф-ту / уклад. М. Д. Самчук; Луганський національний педагогічний ун-т ім. Тараса Шевченка. Кафедра біології. — Луганськ: Альма-матер, 2005. — 52 с.
- Самчук М. Д. Зоологія безхребетних: методичні вказівки до виконання аудиторної та самост. роботи для студ. 2 курсу спец. 7.070402 «Біологія» природничо-геогр. ф-ту / М. Д. Самчук ; Луганський національний педагогічний ун-т ім. Тараса Шевченка. Кафедра біології. — Вид. 3-є, переробл. та доп. — Луганськ: Альма-матер, 2007. — 52 с.